# آرمادیلوی شش‌نواره
آرمادیلوی شش‌نواره (نام علمی: Euphractus sexcinctus) نام یک گونه از تیره آرمادیلو است.